# Divizia A 1981-1982
Sezonul 1981-1982 al Diviziei A a fost cea de-a 64-a ediție a Campionatului de Fotbal al României, și a 44-a de la introducerea sistemului divizionar. A început pe 8 august 1981 și s-a terminat pe 12 iunie 1982. Dinamo București a devenit campioană pentru a zecea oară în istoria sa, devenind din nou echipa cu cele mai multe titluri din palmares la acea vreme. De asemenea, Dinamo este primul club din România care atinge borna de 10 titluri obținute.

## Stadioane
| Steaua București           | Universitatea Craiova | Olt Scornicești | ASA Tîrgu Mureș         |
| -------------------------- | --- | --- | ----------------------- |
| Steaua                     | Central | Viitorul | 23 August (Târgu Mureș) |
| Capacitate: 32.000         | Capacitate: 37.000 | Capacitate: 30.000 | Capacitate: 15.000      |
|                            | | |                         |
| Dinamo București           | FCM Brașov | Argeș Pitești | CS Târgoviște           |
| Dinamo                     | Tineretului | 1 Mai (Pitești) | Municipal (Târgoviște)  |
| Capacitate: 15.032         | Capacitate: 10.000 | Capacitate: 17.500 | Capacitate: 10.000      |
|                            | | |                         |
| FC Constanța               | UniversitateaPoli TimișoaraCorvinulArgeșU ClujJiulBacăuOltChimiaBrașovTârgovișteASAUTAConstanțaBucureștiEchipele din București: · Dinamo · Progresul · Sportul · SteauaDivizia A 1981-1982 (România) DinamoSteauaSportulProgresul Locația echipelor din București. | UniversitateaPoli TimișoaraCorvinulArgeșU ClujJiulBacăuOltChimiaBrașovTârgovișteASAUTAConstanțaBucureștiEchipele din București: · Dinamo · Progresul · Sportul · SteauaDivizia A 1981-1982 (România) DinamoSteauaSportulProgresul Locația echipelor din București. | Universitatea Cluj      |
| 1 Mai (Constanța)          | UniversitateaPoli TimișoaraCorvinulArgeșU ClujJiulBacăuOltChimiaBrașovTârgovișteASAUTAConstanțaBucureștiEchipele din București: · Dinamo · Progresul · Sportul · SteauaDivizia A 1981-1982 (România) DinamoSteauaSportulProgresul Locația echipelor din București. | UniversitateaPoli TimișoaraCorvinulArgeșU ClujJiulBacăuOltChimiaBrașovTârgovișteASAUTAConstanțaBucureștiEchipele din București: · Dinamo · Progresul · Sportul · SteauaDivizia A 1981-1982 (România) DinamoSteauaSportulProgresul Locația echipelor din București. | Municipal (Cluj-Napoca) |
| Capacitate: 15.520         | UniversitateaPoli TimișoaraCorvinulArgeșU ClujJiulBacăuOltChimiaBrașovTârgovișteASAUTAConstanțaBucureștiEchipele din București: · Dinamo · Progresul · Sportul · SteauaDivizia A 1981-1982 (România) DinamoSteauaSportulProgresul Locația echipelor din București. | UniversitateaPoli TimișoaraCorvinulArgeșU ClujJiulBacăuOltChimiaBrașovTârgovișteASAUTAConstanțaBucureștiEchipele din București: · Dinamo · Progresul · Sportul · SteauaDivizia A 1981-1982 (România) DinamoSteauaSportulProgresul Locația echipelor din București. | Capacitate: 28.000      |
|                            | UniversitateaPoli TimișoaraCorvinulArgeșU ClujJiulBacăuOltChimiaBrașovTârgovișteASAUTAConstanțaBucureștiEchipele din București: · Dinamo · Progresul · Sportul · SteauaDivizia A 1981-1982 (România) DinamoSteauaSportulProgresul Locația echipelor din București. | UniversitateaPoli TimișoaraCorvinulArgeșU ClujJiulBacăuOltChimiaBrașovTârgovișteASAUTAConstanțaBucureștiEchipele din București: · Dinamo · Progresul · Sportul · SteauaDivizia A 1981-1982 (România) DinamoSteauaSportulProgresul Locația echipelor din București. |                         |
| Chimia Râmnicu Vâlcea      | UniversitateaPoli TimișoaraCorvinulArgeșU ClujJiulBacăuOltChimiaBrașovTârgovișteASAUTAConstanțaBucureștiEchipele din București: · Dinamo · Progresul · Sportul · SteauaDivizia A 1981-1982 (România) DinamoSteauaSportulProgresul Locația echipelor din București. | UniversitateaPoli TimișoaraCorvinulArgeșU ClujJiulBacăuOltChimiaBrașovTârgovișteASAUTAConstanțaBucureștiEchipele din București: · Dinamo · Progresul · Sportul · SteauaDivizia A 1981-1982 (România) DinamoSteauaSportulProgresul Locația echipelor din București. | Sportul Studențesc      |
| Municipal (Râmnicu Vâlcea) | UniversitateaPoli TimișoaraCorvinulArgeșU ClujJiulBacăuOltChimiaBrașovTârgovișteASAUTAConstanțaBucureștiEchipele din București: · Dinamo · Progresul · Sportul · SteauaDivizia A 1981-1982 (România) DinamoSteauaSportulProgresul Locația echipelor din București. | UniversitateaPoli TimișoaraCorvinulArgeșU ClujJiulBacăuOltChimiaBrașovTârgovișteASAUTAConstanțaBucureștiEchipele din București: · Dinamo · Progresul · Sportul · SteauaDivizia A 1981-1982 (România) DinamoSteauaSportulProgresul Locația echipelor din București. | Regie                   |
| Capacitate: 10.000         | UniversitateaPoli TimișoaraCorvinulArgeșU ClujJiulBacăuOltChimiaBrașovTârgovișteASAUTAConstanțaBucureștiEchipele din București: · Dinamo · Progresul · Sportul · SteauaDivizia A 1981-1982 (România) DinamoSteauaSportulProgresul Locația echipelor din București. | UniversitateaPoli TimișoaraCorvinulArgeșU ClujJiulBacăuOltChimiaBrașovTârgovișteASAUTAConstanțaBucureștiEchipele din București: · Dinamo · Progresul · Sportul · SteauaDivizia A 1981-1982 (România) DinamoSteauaSportulProgresul Locația echipelor din București. | Capacitate: 15.000      |
|                            | UniversitateaPoli TimișoaraCorvinulArgeșU ClujJiulBacăuOltChimiaBrașovTârgovișteASAUTAConstanțaBucureștiEchipele din București: · Dinamo · Progresul · Sportul · SteauaDivizia A 1981-1982 (România) DinamoSteauaSportulProgresul Locația echipelor din București. | UniversitateaPoli TimișoaraCorvinulArgeșU ClujJiulBacăuOltChimiaBrașovTârgovișteASAUTAConstanțaBucureștiEchipele din București: · Dinamo · Progresul · Sportul · SteauaDivizia A 1981-1982 (România) DinamoSteauaSportulProgresul Locația echipelor din București. |                         |
| SC Bacău                   | UniversitateaPoli TimișoaraCorvinulArgeșU ClujJiulBacăuOltChimiaBrașovTârgovișteASAUTAConstanțaBucureștiEchipele din București: · Dinamo · Progresul · Sportul · SteauaDivizia A 1981-1982 (România) DinamoSteauaSportulProgresul Locația echipelor din București. | UniversitateaPoli TimișoaraCorvinulArgeșU ClujJiulBacăuOltChimiaBrașovTârgovișteASAUTAConstanțaBucureștiEchipele din București: · Dinamo · Progresul · Sportul · SteauaDivizia A 1981-1982 (România) DinamoSteauaSportulProgresul Locația echipelor din București. | Progresul București     |
| Municipal                  | UniversitateaPoli TimișoaraCorvinulArgeșU ClujJiulBacăuOltChimiaBrașovTârgovișteASAUTAConstanțaBucureștiEchipele din București: · Dinamo · Progresul · Sportul · SteauaDivizia A 1981-1982 (România) DinamoSteauaSportulProgresul Locația echipelor din București. | UniversitateaPoli TimișoaraCorvinulArgeșU ClujJiulBacăuOltChimiaBrașovTârgovișteASAUTAConstanțaBucureștiEchipele din București: · Dinamo · Progresul · Sportul · SteauaDivizia A 1981-1982 (România) DinamoSteauaSportulProgresul Locația echipelor din București. | Dr. Staicovici          |
| Capacitate: 17.500         | UniversitateaPoli TimișoaraCorvinulArgeșU ClujJiulBacăuOltChimiaBrașovTârgovișteASAUTAConstanțaBucureștiEchipele din București: · Dinamo · Progresul · Sportul · SteauaDivizia A 1981-1982 (România) DinamoSteauaSportulProgresul Locația echipelor din București. | UniversitateaPoli TimișoaraCorvinulArgeșU ClujJiulBacăuOltChimiaBrașovTârgovișteASAUTAConstanțaBucureștiEchipele din București: · Dinamo · Progresul · Sportul · SteauaDivizia A 1981-1982 (România) DinamoSteauaSportulProgresul Locația echipelor din București. | Capacitate: 8.000       |
|                            | UniversitateaPoli TimișoaraCorvinulArgeșU ClujJiulBacăuOltChimiaBrașovTârgovișteASAUTAConstanțaBucureștiEchipele din București: · Dinamo · Progresul · Sportul · SteauaDivizia A 1981-1982 (România) DinamoSteauaSportulProgresul Locația echipelor din București. | UniversitateaPoli TimișoaraCorvinulArgeșU ClujJiulBacăuOltChimiaBrașovTârgovișteASAUTAConstanțaBucureștiEchipele din București: · Dinamo · Progresul · Sportul · SteauaDivizia A 1981-1982 (România) DinamoSteauaSportulProgresul Locația echipelor din București. |                         |
| Politehnica Timișoara      | UT Arad | Jiul Petroșani | Corvinul Hunedoara      |
| 1 Mai (Timișoara)          | Francisc von Neuman | Jiul | Corvinul                |
| Capacitate: 40.000         | Capacitate: 10.000 | Capacitate: 30.000 | Capacitate: 17.500      |
|                            | | |                         |

## Clasament
| Loc | Echipă                  | Pct. | MJ | V  | E  | Î  | GM | GP | DG  | Calificare sau retrogradare          |
| --- | ----------------------- | ---- | -- | -- | -- | -- | -- | -- | --- | ------------------------------------ |
| 1.  | Dinamo (C)              | 47   | 34 | 20 | 7  | 7  | 62 | 31 | +31 | Cupa Campionilor 1982-83 Prima rundă |
| 2.  | Universitatea Craiova   | 45   | 34 | 20 | 5  | 9  | 67 | 28 | +39 | Cupa UEFA 1982-83 Prima rundă        |
| 3.  | Corvinul                | 39   | 34 | 15 | 9  | 10 | 64 | 42 | +22 | Cupa UEFA 1982-83 Prima rundă        |
| 4.  | Scornicești             | 39   | 34 | 17 | 5  | 12 | 48 | 41 | +7  |                                      |
| 5.  | Sportul Studențesc      | 38   | 34 | 12 | 14 | 8  | 36 | 36 | 0   |                                      |
| 6.  | Steaua București        | 37   | 34 | 14 | 9  | 11 | 41 | 33 | +8  |                                      |
| 7.  | SC Bacău                | 33   | 34 | 11 | 11 | 12 | 40 | 47 | −7  |                                      |
| 8.  | Chimia R Vâlcea         | 33   | 34 | 12 | 9  | 13 | 37 | 48 | −11 |                                      |
| 9.  | CS Târgoviște           | 33   | 34 | 12 | 9  | 13 | 30 | 43 | −13 |                                      |
| 10. | Argeș Pitești           | 32   | 34 | 11 | 10 | 13 | 36 | 34 | +2  |                                      |
| 11. | Politehnica Timișoara   | 32   | 34 | 12 | 8  | 14 | 40 | 41 | −1  |                                      |
| 12. | Jiul Petroșani          | 32   | 34 | 11 | 10 | 13 | 40 | 43 | −3  |                                      |
| 13. | FCM Brașov              | 32   | 34 | 13 | 6  | 15 | 31 | 40 | −9  |                                      |
| 14. | Farul                   | 31   | 34 | 10 | 11 | 13 | 38 | 46 | −8  |                                      |
| 15. | ASA Tîrgu Mureș         | 30   | 34 | 13 | 4  | 17 | 45 | 47 | −2  |                                      |
| 16. | U Cluj (R)              | 30   | 34 | 11 | 8  | 15 | 34 | 49 | −15 | Retrogradare în Divizia B 1982-1983  |
| 17. | UTA Arad (R)            | 29   | 34 | 10 | 9  | 15 | 33 | 40 | −7  | Retrogradare în Divizia B 1982-1983  |
| 18. | Progresul București (R) | 20   | 34 | 7  | 6  | 21 | 29 | 62 | −33 | Retrogradare în Divizia B 1982-1983  |

| Câștigătorii Diviziei A, ediția 1981/1982 |
| ----------------------------------------- |
| Dinamo București Al 10-lea Titlu          |

## Rezultate
| Oaspeți ► Gazde ▼                          | ASA | ARG | BAC | BRA | CON | COR | UCR | DIN | JIU | OLT | PRO | RAM | SPO | STE | POL | TAR | UCL | UTA |
| ------------------------------------------ | --- | --- | --- | --- | --- | --- | --- | --- | --- | --- | --- | --- | --- | --- | --- | --- | --- | --- |
| ASA Târgu Mureș                            | —   | 1–0 | 2–1 | 0–1 | 3–0 | 4–0 | 0–2 | 1–0 | 4–0 | 1–1 | 3–0 | 2–0 | 4–0 | 1–1 | 2–1 | 2–0 | 3–0 | 3–0 |
| Argeș Pitești                              | 4–1 | —   | 3–1 | 3–0 | 2–0 | 0–0 | 0–1 | 0–2 | 3–2 | 7–1 | 1–1 | 2–1 | 0–0 | 1–0 | 2–0 | 1–1 | 2–0 | 1–0 |
| Bacău                                      | 1–0 | 0–0 | —   | 2–0 | 2–2 | 3–3 | 0–0 | 1–1 | 3–1 | 2–1 | 1–1 | 1–0 | 1–1 | 1–1 | 2–0 | 0–0 | 3–1 | 3–0 |
| Brașov                                     | 3–0 | 0–0 | 0–0 | —   | 0–0 | 2–0 | 2–0 | 2–1 | 2–1 | 3–0 | 2–0 | 1–0 | 0–0 | 2–1 | 3–1 | 3–0 | 1–0 | 0–1 |
| Constanța                                  | 4–1 | 1–1 | 0–1 | 3–0 | —   | 1–1 | 1–1 | 1–3 | 3–1 | 0–0 | 3–1 | 4–0 | 0–0 | 1–0 | 1–0 | 2–0 | 2–0 | 0–0 |
| Corvinul Hunedoara                         | 5–1 | 2–0 | 4–2 | 3–0 | 5–0 | —   | 1–1 | 2–1 | 5–0 | 3–1 | 7–1 | 5–1 | 1–0 | 1–0 | 3–2 | 1–1 | 1–1 | 3–1 |
| Universitatea Craiova                      | 5–0 | 1–0 | 4–1 | 2–1 | 3–2 | 2–0 | —   | 2–0 | 1–0 | 4–1 | 4–0 | 5–0 | 4–0 | 1–1 | 5–0 | 4–0 | 4–1 | 3–1 |
| Dinamo București                           | 3–2 | 1–0 | 4–1 | 2–0 | 4–0 | 3–2 | 4–0 | —   | 2–1 | 4–2 | 2–0 | 1–0 | 3–0 | 2–1 | 3–0 | 3–0 | 3–0 | 2–1 |
| Jiul Petroșani                             | 1–1 | 1–0 | 3–0 | 1–0 | 5–2 | 1–0 | 1–0 | 2–2 | —   | 0–0 | 2–0 | 1–1 | 1–1 | 2–0 | 1–1 | 2–0 | 3–0 | 2–0 |
| Olt Scornicești                            | 1–0 | 3–0 | 2–0 | 3–0 | 2–0 | 2–0 | 1–4 | 3–0 | 1–0 | —   | 1–0 | 1–1 | 3–1 | 1–0 | 2–0 | 1–0 | 3–0 | 4–0 |
| Progresul București                        | 2–0 | 0–0 | 1–3 | 3–0 | 1–1 | 0–1 | 2–1 | 1–3 | 0–0 | 1–3 | —   | 0–1 | 1–2 | 0–2 | 2–0 | 1–0 | 1–0 | 2–0 |
| Chimia Râmnicu Vâlcea                      | 1–0 | 2–0 | 5–2 | 1–0 | 0–1 | 2–0 | 1–0 | 0–0 | 0–0 | 1–0 | 3–2 | —   | 2–1 | 0–0 | 2–1 | 3–3 | 1–1 | 3–2 |
| Sportul Studențesc București               | 1–0 | 1–1 | 1–0 | 2–0 | 0–0 | 1–0 | 2–0 | 1–1 | 3–3 | 3–0 | 3–1 | 1–0 | —   | 1–0 | 1–1 | 2–0 | 1–1 | 1–0 |
| Steaua București                           | 4–1 | 3–0 | 2–0 | 2–1 | 2–1 | 2–1 | 1–0 | 0–0 | 1–0 | 2–1 | 2–2 | 3–2 | 1–1 | —   | 1–1 | 1–1 | 4–1 | 1–0 |
| Politehnica Timișoara                      | 2–1 | 3–1 | 0–0 | 4–0 | 1–1 | 3–1 | 0–2 | 2–0 | 1–1 | 2–1 | 3–0 | 3–0 | 2–1 | 2–0 | —   | 3–0 | 1–0 | 0–0 |
| Târgoviște                                 | 1–0 | 1–0 | 2–0 | 3–1 | 2–1 | 1–1 | 1–0 | 1–1 | 2–0 | 2–1 | 1–0 | 0–0 | 2–2 | 1–0 | 1–0 | —   | 3–0 | 0–1 |
| Universitatea Cluj                         | 1–1 | 1–1 | 1–2 | 0–0 | 1–0 | 1–1 | 3–1 | 2–1 | 3–1 | 0–0 | 3–1 | 3–1 | 2–0 | 2–0 | 1–0 | 1–0 | —   | 3–1 |
| UT Arad                                    | 1–0 | 2–0 | 1–0 | 1–1 | 3–0 | 1–1 | 0–0 | 0–0 | 1–0 | 0–1 | 4–1 | 2–2 | 1–1 | 1–2 | 0–0 | 5–0 | 2–0 | —   |
| Câștigă gazdele; Remiză; Câștigă oaspeții. |     |     |     |     |     |     |     |     |     |     |     |     |     |     |     |     |     |     |

## Golgheteri
- Anghel Iordanescu-  Steaua București - 20
- Sorin Cârțu -  Universitatea Craiova - 19
- Sorin Gângu -  Chimia Râmnicu-Vâlcea - 16
- Gheorghe Iamandi -  Olt Scornicesti - 14
- Ioan Petcu -  Corvinul - 13
- Marcel Coraș -  UTA Arad - 11
- Costel Orac -  Dinamo - 9
- Florea Dumitrache -  Corvinul - 7
- Alexandru Custov -  Dinamo - 6
- Romulus Gabor -  Corvinul - 6